# قانون گاوس

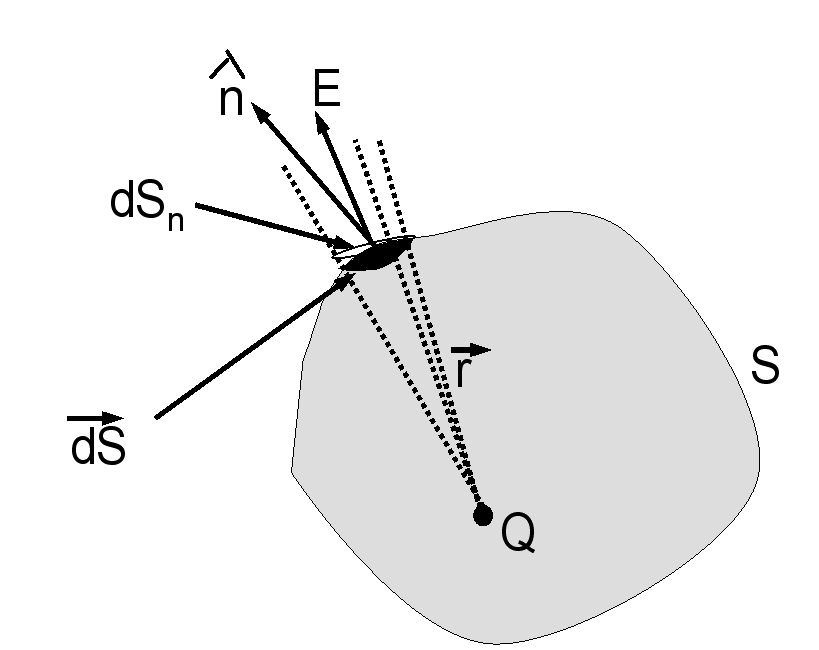
یک بار (Q) به همراه فضای خیالی اطراف آن (سطح گاوسی(S)) در یک تکه (المان) از سطح، دو بردار مساحت (ds) که به مولفه عمود آن تجزیه شده (dsn) به همراه میدان ناشی از بار (E) مشخص گردیده

قانون گاوس که با نام قضیه شار گاوس هم شناخته شده، قانونی در فیزیک است که ارتباط توزیع بار الکتریکی و میدان الکتریکی حاصل از آن را بیان می‌کند.
این قانون که توسط کارل فردریش گاوس در سال ۱۸۱۳ فرمولبندی شد، یکی از چهار معادله ماکسول است که اساس الکترودینامیک کلاسیک را تشکیل می‌دهند، سه معادله دیگر عبارتند از:قانون مغناطیسی گاوس، قانون القای فارادی، و قانون آمپر. از قانون گاوس می‌توان برای استخراج قانون کولن استفاده کرد، همچنان که عکس این نیز صادق است.

## بیان قانون گاوس
قانون گاوس بیان می‌کند:
کل شار الکتریکی خروجی از هر سطح بسته‌، برابر است با کل بار الکتریکی احاطه شده توسط آن سطح تقسیم بر ثابت گذردهی خلأ.
قانون گاوس معمولاً به فرم انتگرالی زیر بیان می‌شود:
{\displaystyle \oint _{S}\mathbf {E} \cdot \mathrm {d} \mathbf {A} ={\frac {Q}{\varepsilon _{0}}},}
که در آن سمت چپ تساوی انتگرال سطحی است که نشر شار الکتریکی را از سطح بسته S بیان می‌کند، و سمت راست تساوی بار کل محصور شده در همان سطح S تقسیم بر ثابت الکتریکی است.
قانون گاوس همچنین فرم دیفرانسیلی به شکل زیر دارد:
{\displaystyle \nabla \cdot \mathbf {E} ={\frac {\rho }{\varepsilon _{0}}}}
که در آن E · ∇ دیورژانس میدان الکتریکی است و ρ چگالی بار است.
فرم انتگرالی و دیفرانسیلی با قضیه دیورژانس به هم مرتبط می‌شوند. هر یک از این اشکال دیفرانسیلی و انتگرالی را می‌توان به دو فرم دیگر بیان کرد: از دید ارتباط بین میدان الکتریکی E و بار الکتریکی کل، یا از دید جابجایی میدان الکتریکی D و بار الکتریکی آزاد.
قانون گاوس تشابه ریاضیاتی زیادی با تعدادی از قوانین فیزیک در سایر زمینه‌ها دارد، مثل قانون گاوس در مغناطیس و قانون گاوس در جاذبه. در واقع، هر «قانون مربع معکوس» را می‌توان به شکل مشابهی با قانون گاوس فرمولبندی کرد: برای مثال، خود قانون گاوس خود اساساً برابر با مربع معکوس قانون کولن است، و قانون گاوس برای جاذبه اساساً با مربع معکوس قانون جاذبه نیوتون برابر است.

## از دیدگاه بار کل

### فرم انتگرالی
برای حجم V با سطح S، قانون گاوس بیان می‌کند که
{\displaystyle \Phi _{E,S}={\frac {Q}{\varepsilon _{0}}}}
که ΦE,S شار الکتریکی در S است، Q بار کل در حجم V است، و ε۰ ثابت الکتریکی است. شار الکتریکی از انتگرال گیری روی سطح S بدست می‌آید:
{\displaystyle \oint _{S}\mathbf {E} \cdot \mathrm {d} \mathbf {A} }
که E میدان الکتریکی است و  dA نشانگر برداری از المان بی نهایت کوچک سطح می‌باشد و (.) به عنوان ضرب داخلی برداری به کار می‌رود.

### به‌کارگیری فرم انتگرالی
اگر میدان الکتریکی همه جا معلوم باشد، قانون گاوس کار را خیلی راحتتر می‌کند، در اصل، برای یافتن توزیع بار الکتریکی: باری را که در هر ناحیه داده شده می‌تواند با یکپارچگی میدان الکتریکی و یافتن شار استنباط کرد.
با این حال، بیشتر اوقات، این مشکل معکوسی است که باید حل شود: یعنی توزیع بار الکتریکی معلوم است، و میدان الکتریکی باید محاسبه شود. این خیلی مشکل تر است، زمانی که شما شار کل عبوری از سطح را می‌دانید، که این تقریباً هیچ اطلاعاتی در مورد میدان الکتریکی نمی‌دهد، که خود می‌تواند از روی الگوی پیچیده‌ای خودسرانه وارد و خارج سطح شود.

### فرم دیفرانسیلی
شکل دیفرانسیلی، قانون گاوس بیان می‌دارد که:
{\displaystyle \mathbf {\nabla } \cdot \mathbf {E} ={\frac {\rho }{\varepsilon _{0}}}}
که · ∇نشان دهنده واگرایی یا همان دیورژانس، E میدان الکتریکی، و ρ چگالی بار کل است، و ε۰ ثابت الکتریکی است. این معادله از لحاظ ریاضی بنا به قضیه دیورژانس با فرم انتگرالی معادل است.

### هم ارزی فرم دیفرانسیلی و انتگرالی
فرم‌های دیفرانسیلی و انتگرالی از دیدگاه ریاضی معادل اند، از طریق قضیه دیورژانس.
به بیان دقیق تر:
فرم انتگرالی قانون گاوس به این صورت است که:
{\displaystyle \oint _{S}\mathbf {E} \cdot \mathrm {d} \mathbf {A} ={\frac {Q}{\varepsilon _{0}}}}
برای هر سطح بسته S که بار Q را در بر می‌گیرد.
با قضیه دیورژانس، این معادله برابر است با:
{\displaystyle \iiint \limits _{V}\nabla \cdot \mathbf {E} \ \mathrm {d} V={\frac {Q}{\varepsilon _{0}}}}
برای هر حجم V که بار Q را در بر می‌گیرد. با توجه به ارتباط بین بار الکتریکی و چگالی بار، این تساوی معادل است با:
{\displaystyle \iiint \limits _{V}\nabla \cdot \mathbf {E} \ \mathrm {d} V=\iiint \limits _{V}{\frac {\rho }{\varepsilon _{0}}}\ \mathrm {d} V}
برای هر حجم V. برای این که این معادله به‌طور هم‌زمان برای هر حجم ممکن V برقرار باشد، این شرط لازم و کافی است که معادلات زیر انتگرال برابر باشند. بنابراین، این تساوی معادل است با
{\displaystyle \nabla \cdot \mathbf {E} ={\frac {\rho }{\varepsilon _{0}}}.}
پس معادلات دیفرانسیل و انتگرال معادل هستند.

## از دیدگاه بار آزاد

### بار آزاد در مقابل بار مقید
بار الکتریکی که در ساده‌ترین موقعیت‌های کتاب درسی بیان می‌شود در میان بار الکتریکی آزاد طبقه‌بندی می‌شود، برای مثال، باری که در الکترواستاتیک جابجا می‌شود، یا باری که روی صفحه‌های خازن ذخیره می‌شوند. در عوض  بار مقید فقط در مورد چارچوب دی الکتریک بیان می‌شود و موادی که قابلیت قطبی شدن دارند.(تمام مواد تا حدی قابلیت قطبش دارند.) زمانی که موادی این چنین در یک میدان الکتریکی خارجی قرار می‌گیرند، الکترون‌ها در قید اتم‌های خود می‌مانند، اما در پاسخ به میدان الکتریکی یک تغییر فاصله میکروسکوپی با اتم خود می‌دهند، بنابراین الکترون‌های یک سمت بیشتر از سمت دیگر اتم می‌شود. همه این جابجایی‌های میکروسکوپیک جمع می‌شوند تا یک شبکه توزیع بار را تشکیل دهند، و این به منزله وجود  بار مقید است.
همه بارها از دیدگاه میکروسکوپیک اساساً یکسان هستند، اغلب دلایل عملی برای تمایز بین بار مقید و بار آزاد وجود دارد. یکی از دلایل اساس قانون گاوس است، که از لحاظE، در اکثر موارد در معادلات برای محاسبات و استفاده از D باید بار را به صورت بار آزاد در نظر بگیریم.

### فرم انتگرالی
این فرمولبندی از قانون گاوس بیان می‌دارد که، برای هر حجمV در فضا، با سطح S، رابطه زیر برقرار است:
{\displaystyle \Phi _{D,S}=Q_{\mathrm {free} },\!}
که ΦD,S شار جابجایی میدان الکتریکی D از سطح S، و 'Qfree بار آزادی است که در حجم V قرار دارد. شار ΦD,S مشابه شار میدان الکتریکی ΦE,S که شار E از سطح S است تعریف شده.
به ویژه که آن از انتگرال سطح بدست می‌آید
{\displaystyle \Phi _{D,S}=\oint _{S}\mathbf {D} \cdot \mathrm {d} \mathbf {A} .}

### فرم دیفرانسیلی
فرم دیفرانسیلی قانون گاوس، که فقط شامل بارهای آزاد می‌شود، بیان می‌دارد:
{\displaystyle \mathbf {\nabla } \cdot \mathbf {D} =\rho _{\mathrm {free} }}
که D · ∇ دیورژانس جابجایی میدان الکتریکی است، و ρfree چگالی بار آزاد می‌باشد.
فرم دیفرانسیلی و فرم انتگرالی از لحاظ ریاضیاتی معادل‌اند.

## بیان هم ارزی بار کل و بار آزاد

### در مواد خطی
در مواد همگن، ایزوتروپیک، ناپاشنده خطی یک ارتباط ساده و زیبا بین E و D هست:
{\displaystyle \varepsilon \mathbf {E} =\mathbf {D} }
که ε ضریب گذر دهی الکتریکی ماده‌است. تحت این شرایط هنوز یک جفت از فرمول‌های قانون گاوس باقی است:
{\displaystyle \Phi _{E,S}={\frac {Q_{\mathrm {free} }}{\varepsilon }}}
{\displaystyle \mathbf {\nabla } \cdot \mathbf {E} ={\frac {\rho _{\mathrm {free} }}{\varepsilon }}}

## ارتباط با قانون کولن

### استخراج قانون گاوس از قانون کولن
قانون گاوس می‌تواند از قانون کولن استخراج شود، قانون کولن بیان می‌دارد که میدان الکتریکی حاصل از بار ثابت است:
{\displaystyle \mathbf {E} (\mathbf {r} )={\frac {q}{4\pi \epsilon _{0}}}{\frac {\mathbf {e_{r}} }{r^{2}}}}
که:er بردار یکه شعاعی است، r شعاع است، :{\displaystyle \epsilon _{0}} هم ثابت الکتریکی است، q بار ذره‌است، که فرض شده در مبدأ قرار دارد.
با استفاده از این بیان قانون کولن، ما میدان کل را در فاصله r با استفاده از انتگرال‌گیری برای جمع تمام میدان‌ها در r از بارهای بی‌نهایت خورد در فضای s را داریم:
{\displaystyle \mathbf {E} (\mathbf {r} )={\frac {1}{4\pi \epsilon _{0}}}\int {\frac {\rho (\mathbf {s} )(\mathbf {r} -\mathbf {s} )}{|\mathbf {r} -\mathbf {s} |^{3}}}d^{3}\mathbf {s} }
اگر ما از هر دو طرف تساوی دیورژانس بر حسب r بگیریم داریم
{\displaystyle \nabla \cdot \left({\frac {\mathbf {s} }{|\mathbf {s} |^{3}}}\right)=4\pi \delta (\mathbf {s} )}
که (δ(s تابع دلتای دیراک است، حاصل به شکل زیر بدست می‌دهد:
{\displaystyle \nabla \cdot \mathbf {E} (\mathbf {r} )={\frac {1}{\epsilon _{0}}}\int \rho (\mathbf {s} )\ \delta (\mathbf {r} -\mathbf {s} )\ d^{3}\mathbf {s} }
با استفاده از خاصیت غربالگری تابع دلتای دیراک می‌رسیم به:
{\displaystyle \nabla \cdot \mathbf {E} (\mathbf {r} )=\rho (\mathbf {r} )/\epsilon _{0}}
که همان فرم دیفرانسیلی قانون گاوس هست، درست همان طور که انتظار داشتیم.

### استخراج قانون کولن از قانون گاوس
به صرف گفتار، قانون کولن را نمی‌توان از قانون گاوس استخراج کرد چون قانون گاوس هیچ اطلاعاتی در مورد کرل یا تاو E نمی‌دهد.
با این وجود، قانون کولن می‌تواند از قانون گاوس اثبات شود، بعلاوه، میدان الکتریکی حاصل از بار نقطه‌ای به شکل کروی متقارن است(این فرض مثل خود قانون کولن است، که وقتی بار ثابت است دقیقاً صحت دارد، و وقتی بار در حرکت باشد تقریباً درست است).
قرار دادن S در فرم انتگرالی قانون گاوس سطح کره‌ای به دست می‌دهد به شعاع r، که بار نقطه‌ای Q در مرکز قرار دارد:
{\displaystyle \oint _{S}\mathbf {E} \cdot d\mathbf {A} =Q/\varepsilon _{0}}
با فرض تقارن کروی، حاصل انتگرال مقدار ثابتی می‌شود که می‌توان از زیر انتگرال خارج کرد، و نتیجه می‌دهد:
{\displaystyle 4\pi r^{2}{\hat {\mathbf {r} }}\cdot \mathbf {E} (\mathbf {r} )=Q/\varepsilon _{0}}
که {\displaystyle {\hat {\mathbf {r} }}} بردار یکه شعاعی است که سمت بار نقطه‌ای را که در فاصله r هست نشان می‌دهد، دوباره با استفاده از تقارن کروی، E در راستای شعاعی را به دست می‌دهد:
{\displaystyle \mathbf {E} (\mathbf {r} )={\frac {Q}{4\pi \varepsilon _{0}}}{\frac {\hat {\mathbf {r} }}{r^{2}}}}
که اساساً معادل قانون کولن می‌باشد.